# Recchia lanei
Recchia lanei är en skalbaggsart som beskrevs av Martins och Maria Helena M. Galileo 1985. Recchia lanei ingår i släktet Recchia och familjen långhorningar. Inga underarter finns listade i Catalogue of Life.